# 溝尻漁港

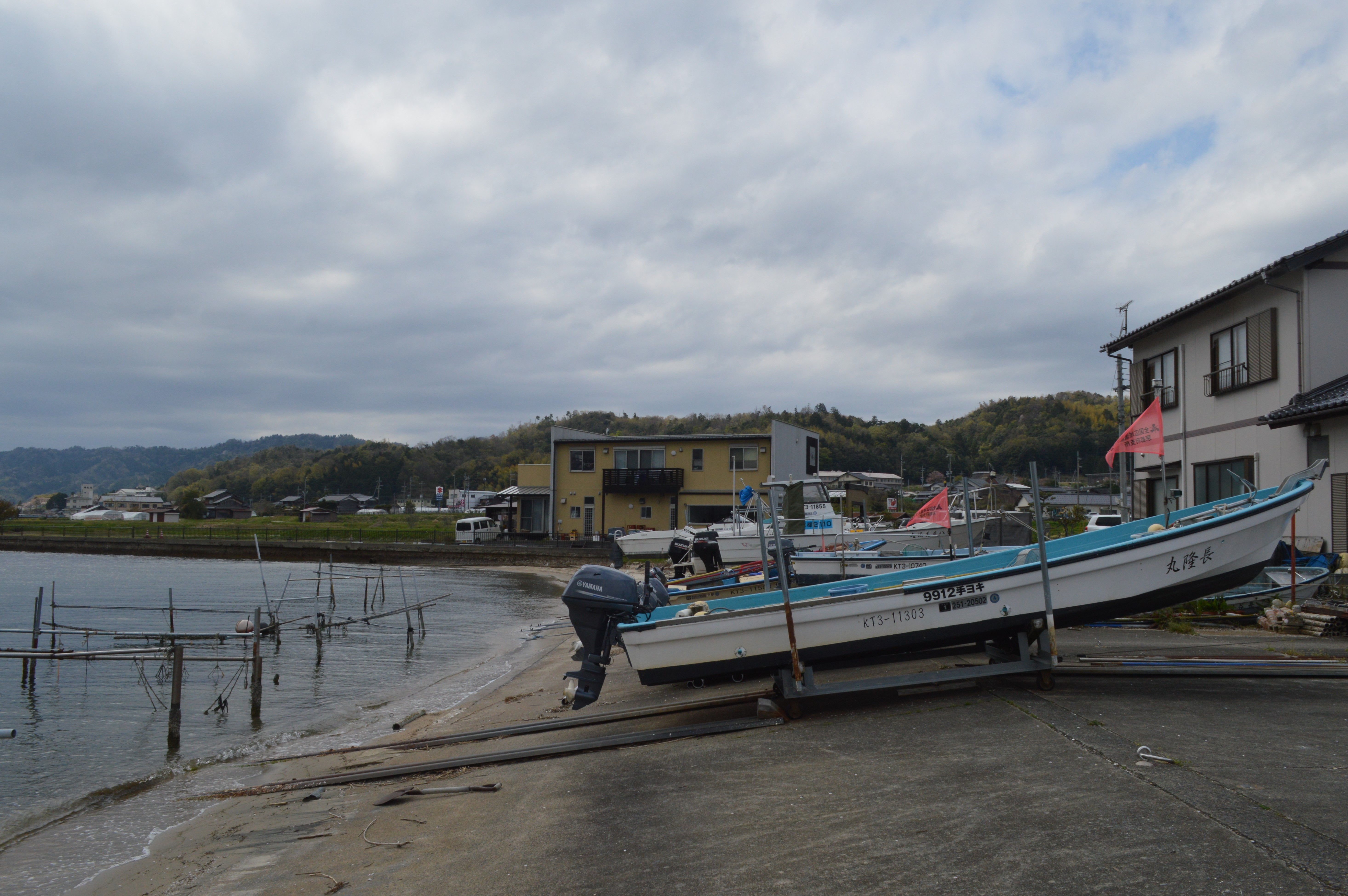
溝尻漁港

溝尻漁港（みぞじりぎょこう）は、京都府宮津市にある港。漁港漁場整備法（昭和25年5月2日法律第137号）第1章第5条に規定する第1種漁港である。天橋立の内側の阿蘇海に所在する。

## 概要
- 所在地 - 京都府宮津市字溝尻
- 管理者 - 宮津市
- 漁業協同組合 - 京都府漁業協同組合宮津支所
- 組合員数 -
- 漁港番号 - 3010120

## 沿革
- 1953年（昭和28年）2月12日 - 第1種漁港に指定される。

## 主な魚種
- イワシ - ここで水揚げされるイワシは、脂がのったキンタルイワシとして有名である。
- タイ
- ナマコ
- ワカメ

## 主な漁業
- 延縄漁
- 桁網漁
- 採貝藻漁業